# 井口克己
井口 克己（いぐち かつみ、1938年2月5日 - 2017年2月19日）は、日本の詩人。
岡山県生まれ。法政大学大学院博士課程満期退学。法政大学講師。1992年『幻郷鳥獣虫魚譜』で農民文学賞受賞。日本農民文学会議長。

## 著書
- 『ミミズと菊のファンタジー』五月書房 1971
- 『動物たちのカーニバル』たいまつ社 1982
- 『幻郷心臓風景』土曜美術社出版販売 21世紀詩人叢書 1995
- 『幻郷鳥獣虫魚譜 詩集』土曜美術社出版販売 現代詩の前線 1995
- 『幻郷心臓百景 井口克己詩集』土曜美術社出版販売 1996
- 『夢鏡神話物語 井口克己詩集』土曜美術社出版販売 1996
- 『夢鏡秋日本挽歌 井口克己詩集』土曜美術社出版販売 1997
- 『夢鏡山川草木譜 井口克己詩集』土曜美術社出版販売 1998
- 『夢鏡火箭日本譜 井口克己詩集』土曜美術社出版販売 1999
- 『夢鏡春天地人譜 井口克己詩集』土曜美術社出版販売 2000
- 『井口克己詩集』土曜美術社出版販売 日本現代詩文庫 2001
- 『新編井口克己詩集』土曜美術社出版販売 新・日本現代詩文庫 2004

### 翻訳
- 『中国人民詩集』1976－78年　編訳 たいまつ社 1977-1979

## 論文
- <井口克己